# Bernd Hägermann
Bernd Hägermann (* 20. März 1954) ist ein ehemaliger deutscher Fußballspieler.

## Werdegang
Der Mittelfeldspieler Bernd Hägermann begann seine Karriere beim ESV Eintracht Cuxhaven und wechselte im Sommer 1973 zum Regionalligisten SV Arminia Hannover. Mit den Arminen verpasste er ein Jahr später die Qualifikation für die neu geschaffene 2. Bundesliga. 1975 erreichte Hägermann mit seiner Mannschaft als Vizemeister der Oberliga Nord die Aufstiegsrunde, wo Hannover jedoch an Bayer 04 Leverkusen und der SG Union Solingen scheiterte. Hägermann wechselte daraufhin zum Zweitligisten FC St. Pauli und gab am 9. August 1975 bei der 1:2-Niederlage von St. Pauli bei Fortuna Köln sein Profidebüt. Am Saisonende verließ er St. Pauli und schloss sich in der darauffolgenden Saison dem SV Atlas Delmenhorst an. Bernd Hägermann absolvierte 30 Regionalliga- und 24 Zweitligaspiele, bei denen ihm keine Tore gelangen.